# Acollab
Description
Acollab est une plateforme collaborative française de travail en équipe, développée par l’agence Akelio en 2008. Elle centralise plusieurs outils (gestion de projet, GED, chat, agenda, etc.) dans un environnement sécurisé. L’outil répond à une double vocation : faciliter le travail d’équipe, en centralisant les échanges et les documents, et garantir une efficacité opérationnelle.
Plateformes similaires : Wimi, Talkspirit, Monday, Asana
Références
Challenges
BFM Business
Blog du modérateur
Appvizer
Site web : https://www.acollab.com/